# Karup Sogn (Frederikshavn Kommune)
 For alternative betydninger, se Karup Sogn. (Se også artikler, som begynder med Karup Sogn)
Karup Sogn er et sogn i Frederikshavn Provsti (Aalborg Stift).
I 1800-tallet var Karup Sogn anneks til Understed Sogn. Begge sogne hørte til Dronninglund Herred i Hjørring Amt. Understed-Karup sognekommune blev ved kommunalreformen i 1970 indlemmet i Sæby Kommune, som ved strukturreformen i 2007 indgik i Frederikshavn Kommune.
I Karup Sogn ligger Karup Kirke.
I sognet findes følgende autoriserede stednavne:
- Karup (Frederikshavn Kommune) (bebyggelse)
- Nørre Bakken (bebyggelse)
- Skølstrup Mark (bebyggelse)
- Sønderbakken (bebyggelse)